# Golgotha

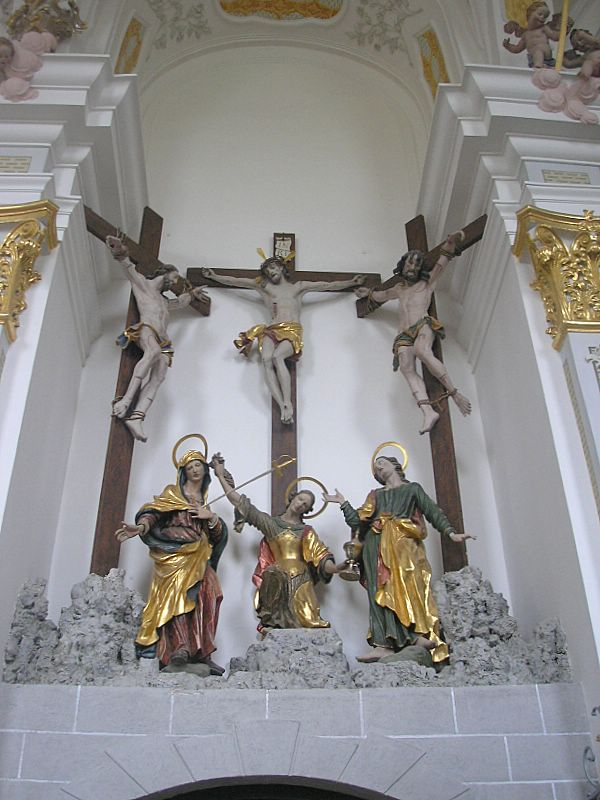
Barokke weergave van de kruisiging

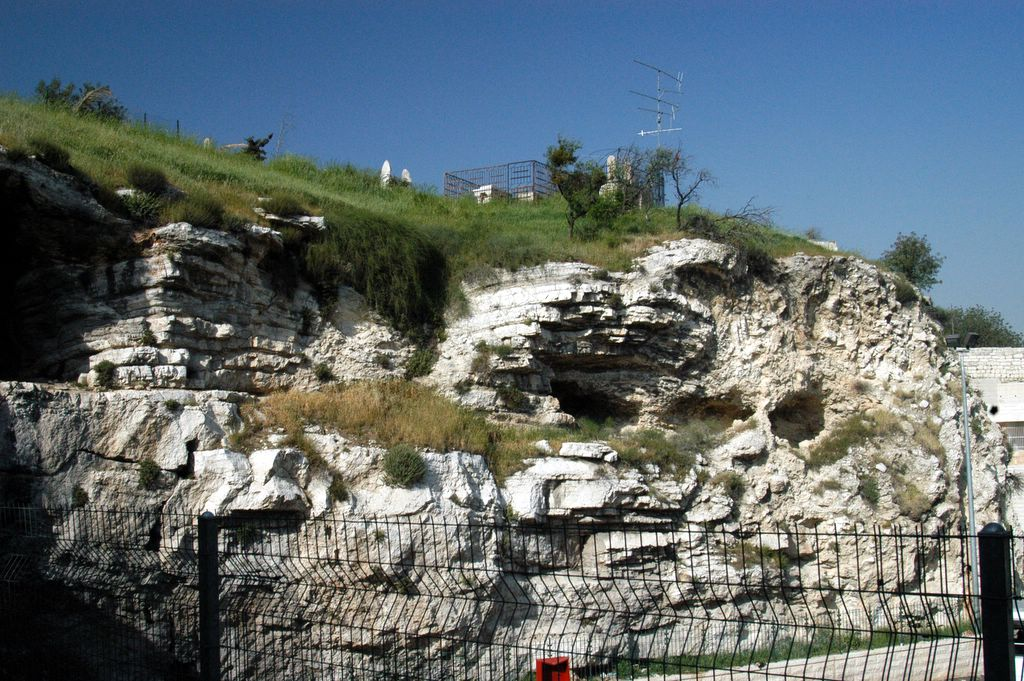
De rots boven de Graftuin in Jeruzalem

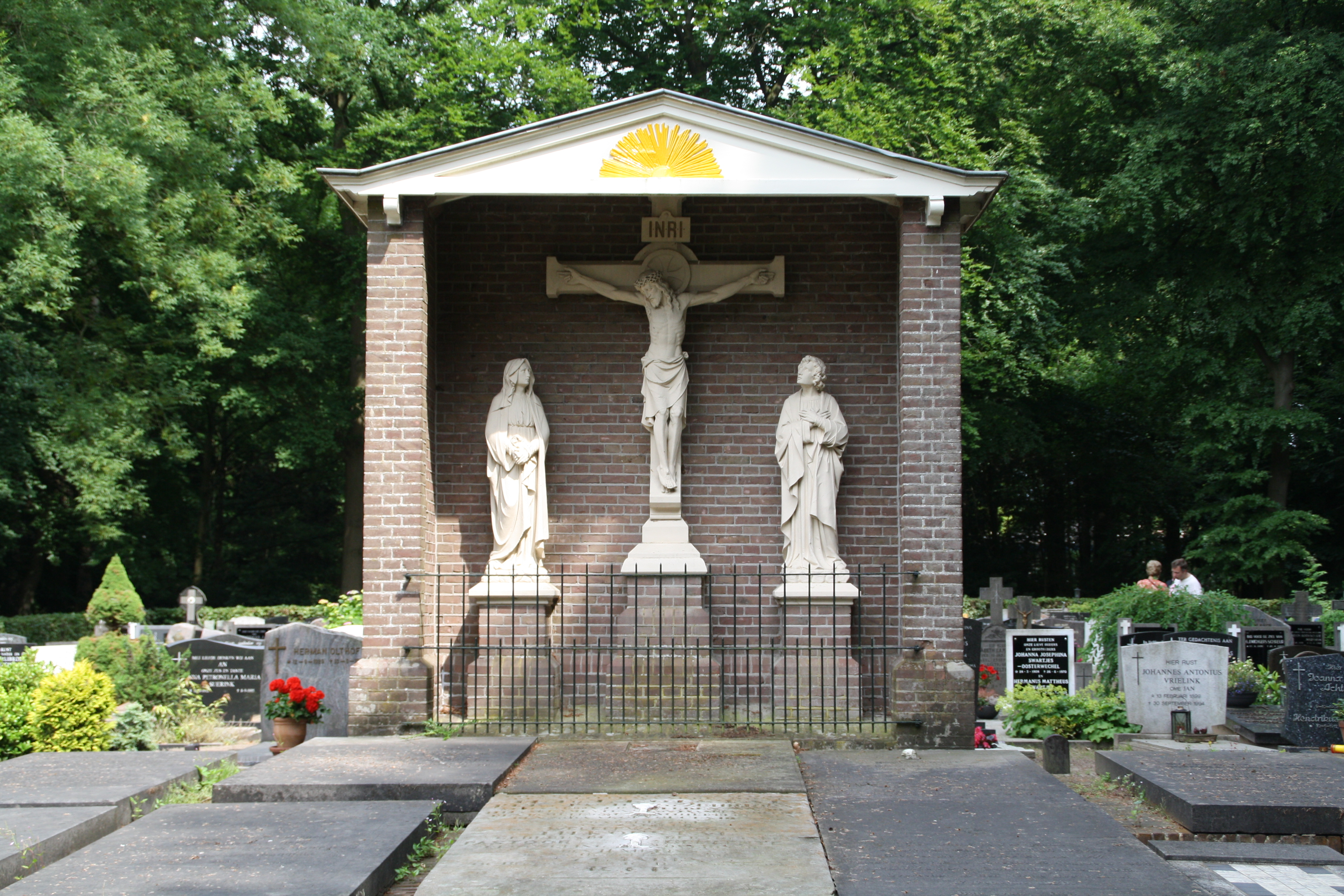
Calvarie op het kerkhof van Schalkhaar

Golgotha (ook: Golgota of in het Grieks Γολγοθᾶ, Golgothâ) is de plaats buiten de toenmalige muren van Jeruzalem waar Jezus van Nazareth volgens de evangeliën is gekruisigd. Golgota betekent schedelplaats. Volgens de traditionele voorstelling is Golgota een heuvel, maar dat staat niet in de vroegste bronnen.

## Naam
Het evangelie volgens Marcus, het oudste evangelie, beschrijft in 15:22:
Ze brachten hem [Jezus] naar Golgota, wat in onze taal ‘schedelplaats’ betekent.
In het Grieks:
Καὶ φέρουσιν αὐτὸν ἐπὶ τὸν Γολγοθᾶν τόπον, ὅ ἐστιν μεθερμηνευόμενον Κρανίου Τόπος.
Γολγοθᾶ is de Griekse weergave van een Aramees woord met de vermoedelijke vorm גֻּלְגֹּתָא (gulgōtâ) of גֹּלְגֹּלְתָּא (gōlgōltâ), wat een opmerkelijke vorm zou zijn van het Aramese woord גֻּלְגַּלְתָּא (gulgaltâ, 'schedel'). Het Hebreeuwse woord voor 'schedel' is גֻּלְגֹּלֶת (gulgōlet).

## Locatie
Golgotha komt alleen voor in de Bijbel, in het Nieuwe Testament, maar wordt daar als bekend verondersteld. Het was een locatie buiten, maar dicht bij de stad Jeruzalem. Dit komt overeen met het gegeven dat Joden wegens de onreinheid van lijken geen executies binnen de muren van Jeruzalem mochten uitvoeren. Een andere aanwijzing voor de locatie is dat er volgens Johannes 19:41 een tuin of olijfgaard met een graf in de buurt was. Hieruit valt af te leiden dat de schrijver Golgotha aan de noordzijde van de stad lokaliseerde, omdat alleen daar het terrein hiervoor ruimte bood.
Deze aanwijzingen passen goed bij de plaats die in de tijd van Constantijn de Grote werd opgegraven en waar later de Kerk van het Heilige Graf overheen werd gebouwd, een vooral door Orthodoxe en rooms-katholieke gelovigen bezocht heiligdom. Onder de huidige Grafkerk bevinden zich de resten van de basiliek die in 326 na Christus door bisschop Macarius werd gebouwd. Binnenin bevindt zich een 4,80 meter hoge rotsheuvel. Ten tijde van de Romeinse keizer Hadrianus (136 na Christus) is dit gebied opgehoogd en sterk gewijzigd. De genoemde rotsheuvel maakt deel uit van een in de tijd van Jezus verlaten steengroeve, die wellicht in gebruik was als executieplaats. Dat men ging graven tijdens Constantijns bewind zou erop kunnen duiden dat men andere aanwijzingen had, zoals mondelinge overleveringen, die later verloren zijn gegaan.
In de tijd van Jezus lag de plaats van de Heilige Grafkerk waarschijnlijk aan de noordwestelijke kant buiten de muren van Jeruzalem, dicht bij een uitvalsweg uit de stad. De combinatie van archeologische en literaire gegevens maakt de hypothese dat Golgotha op of in de buurt van de plaats van de huidige Heilig Grafkerk lag, de meest waarschijnlijke optie.
Een alternatieve these identificeert Golgotha met een rotsheuvel bij de zogeheten Graftuin. Deze ligt ten noorden van de zogenaamde Turkse stadsmuur, vlak bij de Damascuspoort. In de negentiende eeuw werd hier een graf ontdekt. Het is vooral voor protestantse en evangelische gelovigen een populaire bedevaartplaats. Hierbij speelde ook de uitsluiting van protestanten uit de Heilig Grafkerk een rol.

## Calvarieberg
Een andere naam voor Golgota is 'Calvarië' of 'Calvarieberg', die is afgeleid van Calvaria, de Latijnse naam voor Golgota. Een calvarie is een opstelling van beelden die vaak op een katholieke begraafplaats voorkomt. Ze bestaat uit een al dan niet overdekte verhoging waarop een beeld of beeldengroep is geplaatst die de kruisiging voorstelt. Soms worden er verschillende episodes van de kruisiging van Jezus weer gegeven. Ook een schildering van de kruisiging wordt wel een 'calvarie' genoemd.